# Alnwick
Alnwick är en stad och civil parish i grevskapet och kommunen Northumberland i nordöstra England. Staden ligger vid floden Aln, 51 kilometer sydost om Berwick-upon-Tweed och 55 kilometer norr om Newcastle upon Tyne. Tätorten (built-up area) hade 8 116 invånare vid folkräkningen år 2011.
Mellan 1974 och 2009 var Alnwick administrativ huvudort för distriktet med samma namn.